# Wolfgang Krebs (Kabarettist)

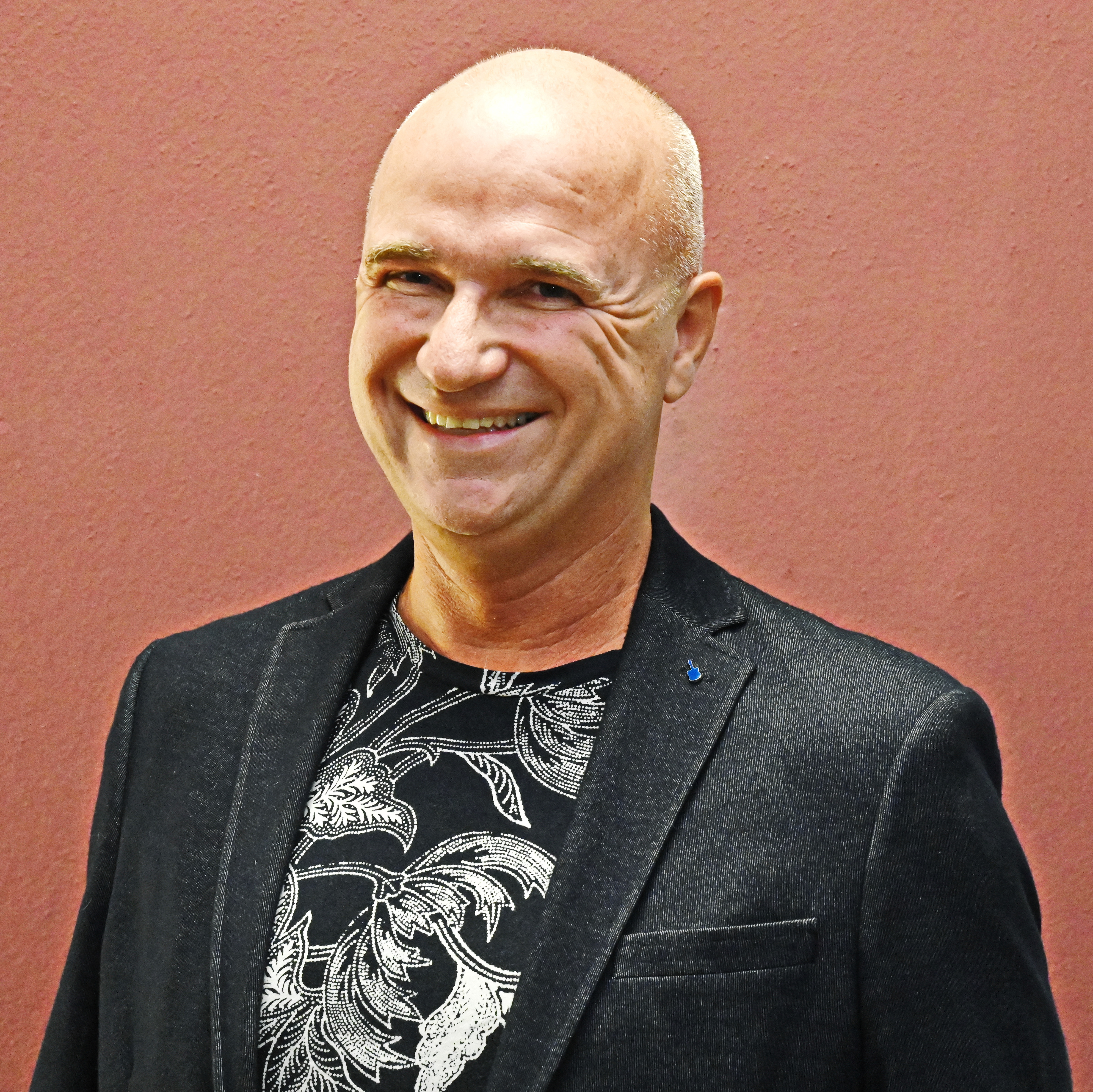
Wolfgang Krebs, 2019

Wolfgang Krebs (* 31. August 1966 in Seefeld, Landkreis Starnberg) ist ein deutscher Kabarettist und Schriftsteller.

## Leben
Wolfgang Krebs’ Vater stammt aus Oberfranken, seine Mutter aus Oberbayern.
Krebs stand mit fünf Jahren zum ersten Mal auf der Bühne. Es folgten Schülertheater und Heimatbühne. Nach dem Hauptschulabschluss ließ er sich zum Postbeamten ausbilden. Danach besuchte Krebs auf dem zweiten Bildungsweg die Berufsaufbau- und Berufsoberschule und wechselte den Beruf. Er wurde Studioleiter bei Radio Ostallgäu in Kaufbeuren und zwischen 1996 und 2007 leitender Angestellter in der TV-Werbezeiten-Vermarktung bei ProSieben und Sat.1 sowie bei RTL II. Seit 1988 war Krebs an verschiedenen Hörfunkprojekten als Sprecher beteiligt. Nach Schauspiel-Workshops in Berlin und London (Actor Licence) beteiligte er sich seit 1992 an Theateraufführungen, Moderationen und Radiobeiträgen.
Krebs ist römisch-katholisch, war Mitte der 1990er-Jahre aus der Kirche ausgetreten und ist seit September 2023 wieder Kirchenmitglied.

## Kabarett

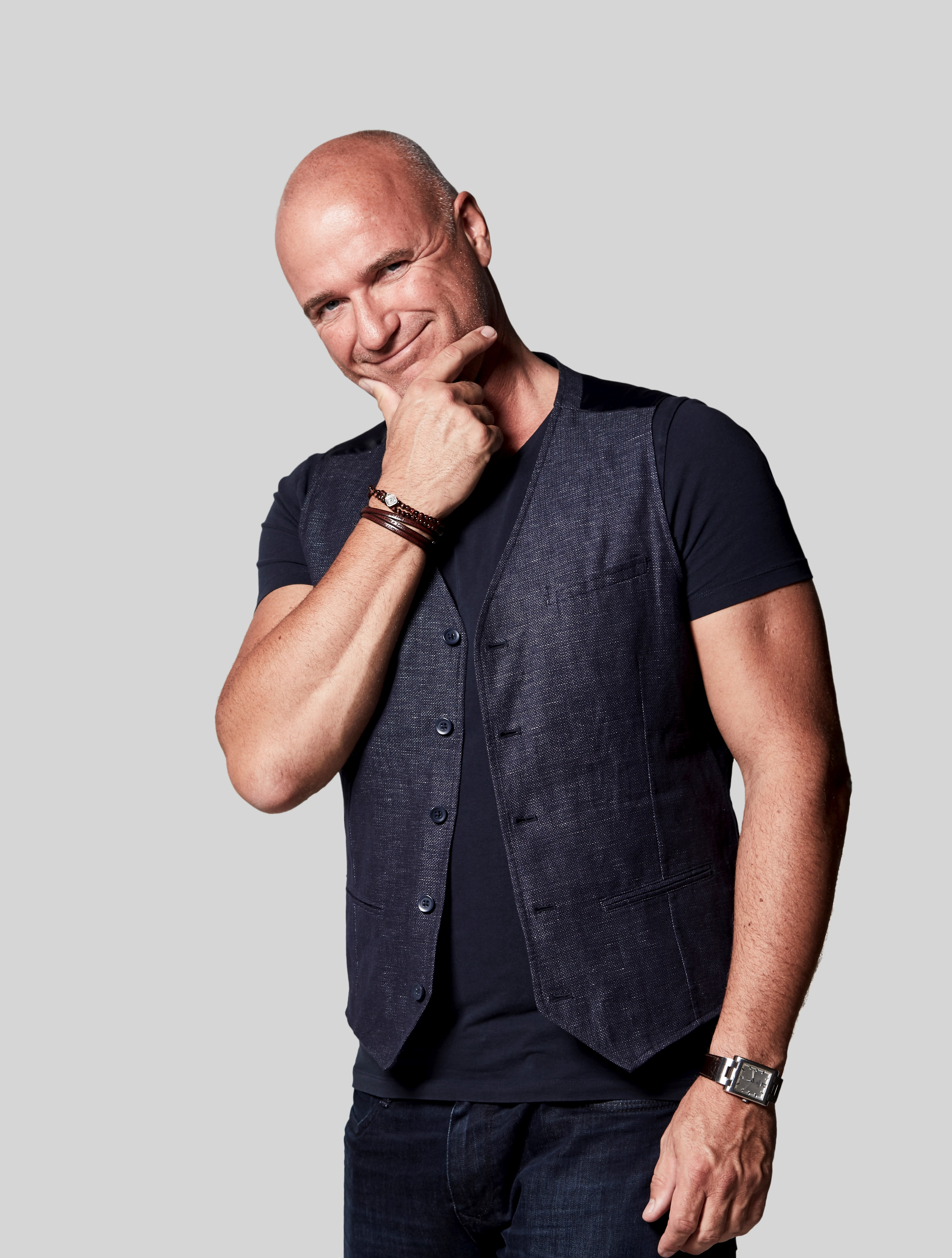
Wolfgang Krebs, 2017

1993 trat er bei den Marktfestspielen Kaltental-Blonhofen erstmals als bayerischer Ministerpräsident Edmund Stoiber auf.
Beim schwäbischen Fasching Schwaben weissblau 2004 war ein Auftritt des Ministerpräsidenten Edmund Stoiber vorgesehen, doch dieser war verhindert. Stattdessen erschien auf Initiative von Georg Ried Krebs als Stoiber-Imitator. Daraufhin trat er ab Januar 2004 regelmäßig als Stoiber-Darsteller in der Schlussnummer der BR-Sendung quer auf. Im Rahmen dieser Sendung gab er während der Koalitionsverhandlungen 2005 vor einem großen Presseaufgebot Stoiber-Interviews. Nach Stoibers Rücktritt parodierte er in den Schlussnummern von quer auch dessen Nachfolger Günther Beckstein und Horst Seehofer. Aktuell parodiert er Edmund Stoiber, Markus Söder, Hubert Aiwanger und Robert Habeck. Darüber hinaus imitiert er zahlreiche andere prominente Persönlichkeiten wie Joachim Herrmann.
Von 2006 bis Juli 2015 war Krebs als Imitator täglich auf Bayern 3 zu hören.
Ab 2007 widmete er sich hauptberuflich dem Kabarett und trat mit Solo-Programmen auf. Von 2010 bis 2013 stellte Krebs auf dem Nockherberg Ministerpräsident Horst Seehofer dar.
2014 begann Krebs mit seinem dritten Soloprogramm Können Sie Bayern? Im gleichen Jahr lief die BR-Sendung Habe die Ehre mit Chrissy Eixenberger und Wolfgang Krebs an.
Ab 2016 war er jeden Mittwoch in der Comedyreihe „Lachmatt“ auf Bayern 1 zu hören.  Seit Juli 2023 tritt er in der Nachfolgesendung Die Superbayern in den Rollen von Stoiber, Aiwanger Söder auf.
Er gehört seit 2011 zum festen Ensemble der BR Fernsehen-Sendung Asül für Alle mit Django Asül. Seit 2012 hatte er mehrere Auftritte in der Grünwald Freitagscomedy.
Krebs verfasste die Fachbücher Traumhaft entspannt und Stillstand geht nicht; sein Märchenbuch Sternreisen ist 2005 erschienen. 2015 veröffentlichte er in Nur Bayern im Kopf! die besten Auszüge aus seinen Bühnenprogrammen, sowie das Buch Leberkäs.

## Filmografie (Auswahl)

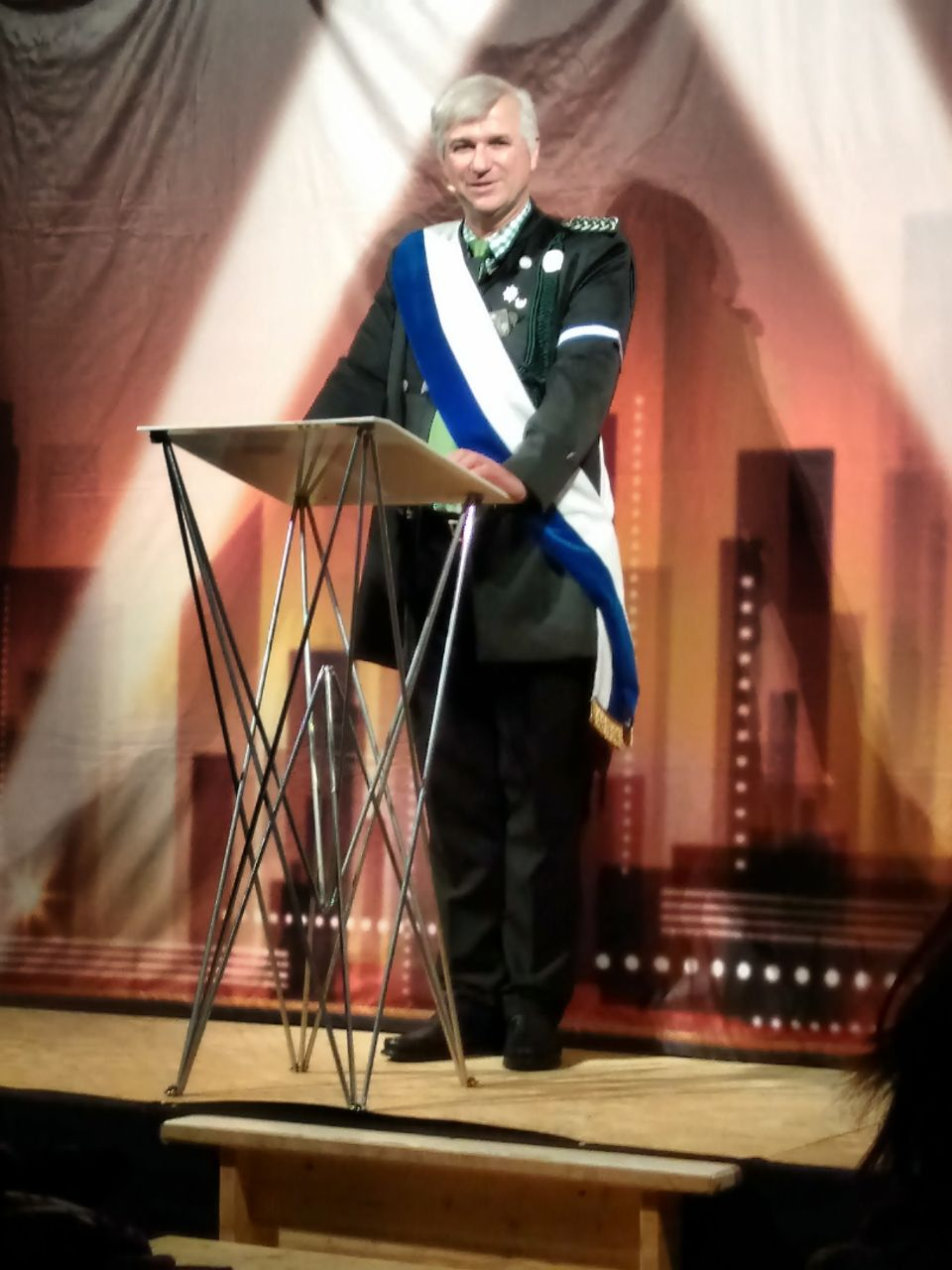
Wolfgang Krebs als Horst Seehofer

- 2013: Der Minister
- 2015: Die Udo-Honig-Story
- 2019–2021: Watzmann ermittelt

## Diskografie
- 2010: Ja, mia kennan!
- 2013: Drei Mann in einem Dings
- 2014: Können Sie Bayern

## Auszeichnungen
- 2011 bekam er den Kunst- und Kulturpreis der Stadt Kaufbeuren, den „Hermine-Körner-Preis“; die Laudatio dazu hielt Edmund Stoiber.
- 2012 wurde Wolfgang Krebs in die Karl-Valentin-Gesellschaft aufgenommen.[6]
- 2014 erhielt Wolfgang Krebs den „Orden wider die Neidhammel“ der Nürnberger Luftflotte.
- 2015 wurde er mit seiner Sendung „Habe die Ehre“ für den Grimme-Preis[7] nominiert.
- 2017 wurde er 34. Träger der schwäbischen Riegele-Bierkette.
- 2017 ist Wolfgang Krebs der Publikumsliebling in Unterföhring, dafür erhielt er den „Unterföhringer Mohr“.
- 2019 Fränkischer Kabarettpreis (Sonderpreis des Fördervereins Fränkischer Kabarettpreis e.V.)[8]
- 2022 Bayerischer Verdienstorden[9]

## Solo-Programme
- 2007: Die Stoiberschau
- 2009: Ja mia kennan!
- 2012: Drei Mann in einem Dings!
- 2014: Können Sie Bayern?
- 2016: Die Watschenbaum-Gala
- 2018: Geh zu, bleib da!
- 2020: Vergelt's Gott!
- 2023: Bavaria first!

## Veröffentlichungen
- Sternreisen. Sieben Traumreisen für Kinder. (Buch/CD), Kontakte Musikverlag, Lippstadt 2005,[10] ISBN 3-89617-171-2.
- Nur Bayern im Kopf! (Buch), Rosenheimer Verlagshaus, Rosenheim 2014, ISBN 978-3-475-54438-5.
- Die Leberkäs-AG. (Buch), Rosenheimer Verlagshaus, Rosenheim 2015, ISBN 978-3-475-54476-7.
- Bayern-ABC. (Buch), Rosenheimer Verlagshaus, Rosenheim 2016, ISBN 978-3-475-54525-2.
- Das Guglhupf Wunder. (Buch), Rosenheimer Verlagshaus, Rosenheim 2016, ISBN 978-3-475-54523-8.